# Országos Közegészségügyi Intézet

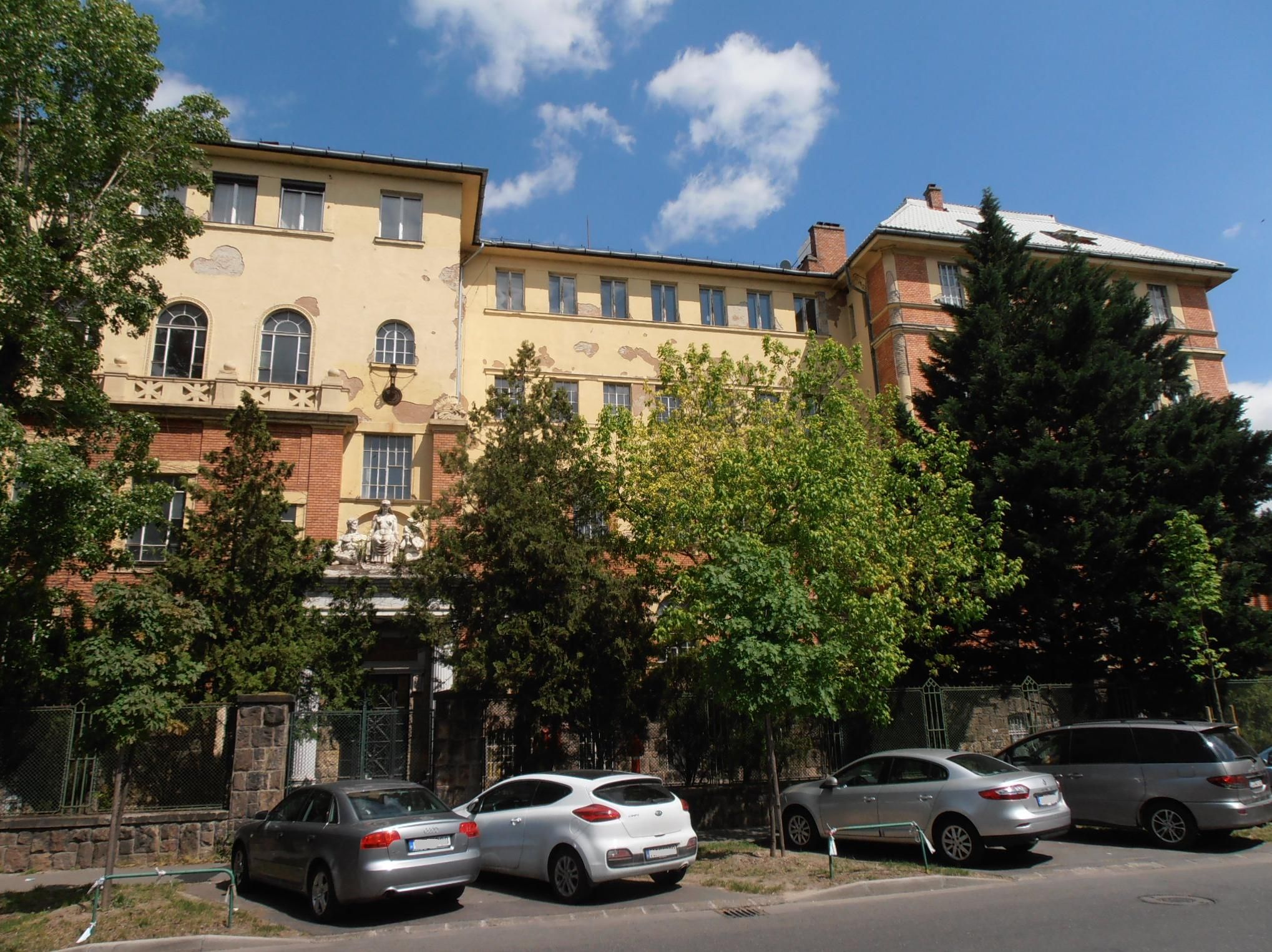
Az Országos Közegészségügyi Intézet épülete

Az Országos Közegészségügyi Intézet egy közegészségüggyel foglalkozó intézmény, 1927–1998 között működött, amikor rendeletileg, jogutódokkal megszűnt, majd 2017. április 1-jétől ismét ezen a néven működött tovább.
Az Országos Közegészségügyi Intézet elnevezése 2018. október 1. napján Nemzeti Népegészségügyi Központra változott, egyidejűleg az Emberi Erőforrások Minisztériuma országos tisztifőorvosi feladatokért felelős helyettes államtitkára által irányított szervezeti egységek beolvadásos kiválással a Nemzeti Népegészségügyi Központba beolvadtak.

## Alapítása
Az Országos Közegészségügyi Intézet felállításáról szóló 1925. évi XXXI. törvény elfogadását követően a Rockefeller Alapítvány segítségével jött létre. Az intézmény 1927. június 1-jén kezdte meg működését.

## Feladatai
A törvény az Országos Közegészségügyi Intézet feladatkörét így határozta meg:

„Az Intézet feladata a közegészségügyi tudomány gyakorlati alkalmazásának előmozdítása, főleg a fertőző betegségek ellen irányuló védekezés irányítása, a közegészségügyi hatóságok támogatása és közreműködés a közegészségügyi személyzet, különösen a tisztiorvosi kar megfelelő kiképzésében.”

Az intézet a tudomány és a gyakorlat közötti kapocsként létesült, ahol az orvostudomány elméleti ismereteit az élet által felvetett gyakorlati kérdésekhez igazítják. 
- Megindították a tisztiorvos képzést, a védőnő- és községi ápolónőképzést, sőt a községi orvosok továbbképzését.
- Az intézet a vizek, az élelmiszerek kémiai és bakteriológiai vizsgálata, a gyógyszerek törzskönyvezése mellett hatósági, igazgatási funkciót is ellátott.
- Kiemelt feladata volt a fertőző betegségek elleni küzdelem irányítása. A betegségek gyors és megbízható felismerése céljából létrehozták a korszerű járványügyi megfigyelő szolgálatot, az OKI irányításával működő fiókállomások hálózatát.
- Biztosította a különböző oltóanyagok (elsősorban a hastífusz, a kiütéses tífusz, a BCG, diftéria és az influenza védőoltások) termelését és megszervezték a védőoltások széles körű bevezetését.
- Az intézet irányította a népegészségügy körébe tartozó közegészségügyi, járványügyi, egészségvédelmi, az anya- és csecsemővédelmi, társadalom-egészségügyi feladatokat, a tüdő- és nemi betegségek elleni küzdelmet.
- A falusi lakosság egészségi állapotának javítása érdekében az 1930-as években kiépítették a Zöldkeresztes Hálózatot. Az egészséges ivóvízellátás érdekében mintegy 20 ezer kutat létesítettek.

## Az intézet eredményei
- Az Országos Közegészségügyi Intézetben felhalmozott tapasztalatokra alapozva kezdték el működésüket az 1949-1957 között létrehozott új higiénés országos intézetek (Országos Élelmezés- és Táplálkozástudományi Intézet, Országos Munka és Üzemegészségügyi Intézet).
- Az 1960–1970-es években az intézet kellő időben reagált a civilizációs, urbanizációs és kemizációs ártalmak okozta közegészségügyi problémákra. Az ártalmak kimutatása, kutatása, hatásuk értékelése, monitorozásuk, határértékekkel való szabályozásuk, a megelőző intézkedések kidolgozása fűződött nevükhöz.

## Az intézet megszűnése
Az 1998-ban hatályba lépett kormányrendelet két jogutód létrehozásával szüntette meg az intézetet: Országos Epidemiológiai Központ és Országos Környezetegészségügyi Intézet.
Ma is az országos intézetek jelentik azt a bázist, amellyel a Népegészségügyi program szakirányú célkitűzései elérhetők és a nemzetközi kötelezettségeink teljesíthetők.

## Külső hivatkozások
- Az Országos Epidemiológiai Központ honlapja
- Állami Népegészségügyi és Tisztiorvosi Szolgálat internetes portálja
- Dr. Falus Ferenc, országos tiszti főorvos megnyitó beszéde: 80 éve kezdte meg munkáját az Országos Közegészségügyi Intézet
- Dr. Kertai Pál – Dr. Lun Katalin: 250 éves a magyar tisztiorvosi szolgálat